# Prussian Blue
Prussian Blue var en amerikansk musikgrupp som bildades 2003 av två tvillingsystrar, Lynx Vaughan Gaede och Lamb Lennon Gaede, födda 1992. 
De har väckt uppmärksamhet eftersom de framför vit makt-musik och hyllar nazismen och Adolf Hitler. Duons namn kommer av färgpigmentet preussiskt blått som är ett nyckelbegrepp för förintelseförnekare. Dessa hävdar att blåa fällningar saknas i förintelselägrens giftkammare, trots att dödsgasen zyklon B som användes för massgasningar av judar har påståtts bilda fällningar av preussiskt blått. 
Systrarna fick sin utbildning i hemmet av mamman April Gaede som också var den drivande kraften bakom musikgruppen och systrarnas åsikter. 
Louis Theroux gjorde ett tv-program om rasistiska grupper i USA, i vilket han tillbringade mycket tid tillsammans med familjen.
I ett uttalande från 2011 uppger systrarna att de inte längre har sina tidigare åsikter. De har slutat spela och lider båda av hälsoproblem för vilka de får utskriven medicinsk cannabis.

## Diskografi
Studioalbum
- 2004 – Fragment Of The Future
- 2005 – The Path We Chose

Samlingsalbum
- 2006 – For The Fatherland